# Teoría conspirativa sobre la Revolución iraní
La Revolución iraní de 1979, que resultó en el derrocamiento del Sha Mohammad Reza Pahleví y la instauración de un gobierno islamista liderado por Ruhollah Jomeini, ha sido objeto de diversas teorías conspirativas. Algunas de estas sugieren que Estados Unidos y el Reino Unido estuvieron involucrados en su caída debido a que su Revolución Blanca y la creciente independencia de Irán afectaban sus intereses petroleros.En sus memorias Answer to History, el propio Sha afirmó que potencias occidentales, especialmente Reino Unido, Estados Unidos y grandes compañías petroleras, conspiraron en su contra, en parte debido a su influencia en la fijación de los precios del petróleo.
Jomeini negó estas acusaciones,argumentando que el Sha era, en realidad, un «agente» de Occidente que había bloqueado la instauración de un gobierno islámico en Irán hasta el triunfo de la revolución.

## Fondo
El Departamento de Estado de EE. UU. fue criticado por su falta de comunicación con Teherán y por no alentar la resistencia al Sha. La comunidad de inteligencia estadounidense también recibió reproches, especialmente por haber informado al presidente Jimmy Carter que «Irán no se encuentra en una situación revolucionaria, ni siquiera prerrevolucionaria». Carter, a su vez, fue señalado por su falta de respaldo al Sha y por no haber tomado medidas para frenar a la oposición. En Irán, existe una creencia generalizada de que la revolución fue orquestada por el Reino Unido para derrocar al Sha, lo que dio origen a la teoría de la conspiración de la revolución iraní de 1979. Esta idea fue respaldada por el propio Sha, quien sostenía que su control sobre los mercados petroleros y la nacionalización del petróleo iraní en 1973 motivaron a las grandes petroleras internacionales a conspirar en su contra.
El Sha tenía una visión negativa de los mulás que asumieron el poder en Irán y consideraba que no habrían podido generar disturbios sin un respaldo extranjero significativo. En 1979, los contratos petroleros iraníes con empresas internacionales estaban a punto de expirar, pero las compañías petroleras no cedieron fácilmente. Para el Sha, su retirada representaba una amenaza directa. Finalmente, estaba convencido de que tanto el Reino Unido como Estados Unidos buscaban derrocarlo debido al aumento del precio del petróleo en 1973, con la intención de instaurar un gobierno menos nacionalista en su lugar.
Las políticas internacionales del Sha, centradas en aumentar los ingresos nacionales mediante incrementos significativos en el precio del petróleo a través de su papel clave en la OPEP, han sido señaladas como una de las principales razones del cambio en las prioridades e intereses de Occidente. Esto llevó a una disminución del apoyo hacia su gobierno, evidenciada en las críticas de políticos y medios occidentales, en especial por parte de la administración de Jimmy Carter, que cuestionó la situación de los derechos humanos en Irán. Además, durante la década de 1970, Estados Unidos fortaleció sus lazos económicos con Arabia Saudita, lo que contribuyó aún más al debilitamiento de la posición del Sha.

## Reclamos

### Alegación de participación británica
Según el libro A Century of War: Anglo-American Oil Politics and the New World Order de F. William Engdahl, en 1978 se habría gestado una conspiración entre británicos y estadounidenses para derrocar al Sha. Esto habría coincidido con la revolución iraní y estaría vinculado al fracaso en las negociaciones para renovar el Acuerdo de Consorcio de 1954, un pacto de veinticinco años entre el gobierno del Sha y British Petroleum.

### Afirmaciones de Mohammad Reza Pahlavi
Mohammad Reza Pahlavi, en los últimos días de su reinado, afirmó: «Si le levantas la barba a Jomeini, encontrarás la palabra HECHO EN INGLATERRA escrita bajo su barbilla».Esta declaración era una adaptación de un dicho popular: «Si le levantas la barba a un mulá, encontrarás la palabra 'Hecho en Gran Bretaña' estampada en su barbilla».

Engdahl cita a Shah Mohammad Reza Pahlavi, quien atribuyó su derrocamiento no a los británicos, sino a los estadounidenses.
No lo sabía entonces —quizás no quería saberlo—, pero ahora tengo claro que los estadounidenses querían mi salida. Claramente, eso era lo que querían los defensores de los derechos humanos del Departamento de Estado… ¿Qué debía pensar de la repentina decisión del Gobierno de llamar a la Casa Blanca al exsubsecretario de Estado estadounidense George Ball como asesor sobre Irán? Ball estaba entre los estadounidenses que querían abandonarme y, en última instancia, a mi país.

### Artículode Ettela'at de1978
El 7 de enero de 1978, la agencia estatal de noticias Ettela'at publicó un artículo en el que acusaba a Ruhollah Jomeini de ser un agente británico y lo calificaba de "poeta indio loco".Además, el artículo afirmaba que la facción islamista liderada por Jomeini se había aliado con disidentes comunistas para oponerse al proyecto de modernización del régimen. También sostenía que la oposición de Jomeini al Sha estaba motivada y financiada por intereses petroleros británicos.
Los seguidores de Jomeini, indignados por el artículo publicado en Ettela'at, respondieron organizando manifestaciones que rápidamente se tornaron violentas.

## Creencias del público iraní
El periodista de la BBC persa, Hossein Shahidi, ha señalado la "creencia profundamente arraigada" entre los iraníes de que Gran Bretaña ha estado involucrada en todos los acontecimientos importantes en Irán. En particular, se ha atribuido o acusado a la radio de la BBC de haber desempeñado un papel en la caída de ambos shahs Pahlavi: Reza Shah y su hijo Mohammad Reza Pahleví, cuyo gobierno de treinta y siete años terminó con la revolución iraní de 1979.
Una encuesta realizada entre expatriados iraníes en el sur de California determinó que la principal explicación para la revolución de 1979 eran las conspiraciones extranjeras orquestadas por Occidente. Del mismo modo, una encuesta en Isfahán arrojó resultados similares.